# Victor Chatenay
Pour les articles homonymes, voir Châtenay.
Victor Chatenay est un homme politique français, né le 3 avril 1886 à Doué et mort le 11 mars 1985 à Angers.

## Première guerre mondiale

### Première Guerre mondiale
Il participe à la Première Guerre mondiale et est notamment décoré de la croix de guerre. Gravement blessé à la mâchoire par balle et laissé pour mort sur le champ de bataille, son frère Marcel dont le régiment montait au front dans ce secteur, voulut aller récupérer son cadavre. Victor était encore en vie, et son frère le sauve ainsi d'une longue agonie. Par la suite, il réchappe une nouvelle fois de peu à la mort.
Victor Chatenay est particulièrement intéressé par l'aviation et la photographie, sans oublier l'automobile, toutes des nouveautés alors. Atteint de déficience visuelle, il ne peut poursuivre cette première voie sous l'uniforme, mais nombre de ses photographies sont toujours conservées au SIRPA, les archives audio-visuelles militaires françaises. Victor Chatenay est titulaire du permis de conduire no 0007 du Maine-et-Loire. Il a gagné les 24h du mans en temps  « mécanicien embarqué » d'un pilote connu.
En 1914 , il s'enrôle sous sa propre identité à la caserne de Versailles, mais a une vive altercation avec un adjudant, et juge plus prudent de s'acheter lui-même sa tenue et son armement de soldat et de joindre à la première unité qui partirait pour le front. Quelques mois plus tard, installé aux Invalides, à Paris, comme chauffeur pour les généraux, il est rattrapé par sa « désertion » de Versailles, est arrêté et emmené dans une compagnie disciplinaire, en compagne de criminels de tous types. Ils devaient creuser des tunnels sous les lignes ennemies pour y installer au bout des charges explosives. Ce travail de sapeur, éreintant et très dangereux, a des résultats peu convaincants. À son retour de convalescence pour blessure, il est conducteur de camion, notamment pendant la première année de la bataille de Verdun. Devenu sous-lieutenant, il retourne à Verdun, en tant que commandant d'une unité d'ambulances automobiles chargé de l'évacuation des blessés. Dans le récit de sa guerre, Mon Journal de Quatorze-Dix-huit (Ed. du Courrier de l'Ouest, Angers, 1968), il dit avoir été l'un des meilleurs connaisseurs des routes et chemins du champ de bataille de Verdun. L'un de ses petits-fils, Philippe, journaliste, a complété et mis au goût du jour le texte original du livre.
En 1917, il prend le commandement d'un groupe d'ambulancières volontaires issues de la haute société britannique et américaine. L'une d'entre elles, Barbara Stirling, devient sa femme, et la mère de Louis-Pierre (dit Peter, né en 1920), Michel (dit Moonie), Jacques, Antoine (dit Toni) et Anne-Marie.
Après la guerre, il dirige les établissements Brisset (une entreprise d'épicerie à succursales multiples) à Angers de 1928 à 1939.

### La Résistance
Dès juin 1940, il fonde le premier réseau de Résistance angevin, Honneur et Patrie, qui compte 300 membres, dont 107 sont arrêtés, 89 déportés et 47 tués. Grâce aux contacts de sa belle-famille anglaise (son beau-frère Douglas Stirling est général de l'armée britannique), il se met rapidement en contact avec les services de renseignement britanniques, l'Intelligence Service. Le général de Gaulle, tout en reconnaissant le patriotisme de Victor Chatenay, ne lui pardonne pas d'avoir refusé, en 1941, de quitter les Britanniques et de se mettre au service de renseignement de la France libre, le BCRA, et ne le fait pas Compagnon de la Libération — reste que de Gaulle, pendant sa « Traversée du désert » de 1946 à 1958, séjourne à deux reprises chez Victor Chatenay à la Romanerie.
Lors d'un rendez-vous, le 9 août 1943, au café Dupont, en face de la gare Saint-Lazare à Paris, le membre du réseau auquel il devait remettre des documents d'identité falsifiés a été retourné et travaillait pour la Gestapo. Pour passer le plus inaperçu possible, Victor Chatenay s'est fait accompagner par son plus jeune fils, Antoine, 17 ans. Lorsque les agents allemands, qui ont pris place à des tables voisines de la terrasse du café, se lèvent pour l'arrêter, il décide de s'échapper. Atteint au genou par une balle de pistolet, il réussit à ramper parmi les tables, puis à s'engouffrer dans une bouche de métro et à semer les Allemands. Le traître est exécuté par la Résistance quelque temps plus tard. Antoine est arrêté par la Gestapo et torturé au quartier général de la rue Lauriston, à Paris (il lui arrivait de décrire les « joies » d'être pendu par les pouces). Il ne parle pas pour la simple raison qu'il ne « savait rien des activités et des planques de son père ». Déporté à Buchenwald et affecté au camp de travail de Magdebourg, en Allemagne, il survit, en partie grâce au soutien d'un groupe de déportés communistes français.
Barbara Chatenay est arrêtée quelques mois plus tard par la Gestapo au métro Pont de l'Alma. Elle porte sur elle des plans de la base des sous-marins allemands à Saint-Nazaire, un objectif prioritaire pour les Alliés. Elle est torturée puis déportée au camp de concentration de Ravensbrück où elle aussi échappe à la mort de justesse. Elle est appréciée de ses camarades déportées pour sa force de caractère et son inventivité : elle leur a appris à se frotter les doigts sur les briques des baraques du camp pour se farder les joues et avoir bonne mine lors du « tri » quotidien, afin d'échapper à la chambre à gaz. À plusieurs reprises, elle ne doit la vie qu'à la bienveillance du médecin du camp, qui l'appelait « ma petite Anglaise ». Cela n'empêche pas Barbara de témoigner à charge au procès du médecin, qui est condamné à mort et exécuté pour ses « expériences médicales » sur les détenues. Son expérience est rapportée dans un ouvrage de Sarah Helm (en) sur le camp.
Quant à ses fils, Louis-Pierre participe aux activités de résistance de son père, notamment en aidant des aviateurs alliés, abattus au-dessus de la France, à gagner la Suisse ou l'Espagne. Il franchit à pied les Pyrénées vers l'Espagne en 1943, est emprisonné par le régime franquiste, rejoint Londres, devient officier de liaison auprès de l'armée américaine, participe au débarquement en Normandie, et termine la guerre à Munich. Il est décoré de la Bronze Star américaine pour bravoure. Michel, parachutiste de la France libre et du SAS britannique, participe notamment à l'opération Amherst. Jacques, également parachutiste du 4th SAS Regiment, une unité de la France Libre, est tué 4 août 1944 à La Gacilly, alors qu'il participe aux opérations en Bretagne. Anne-Marie, en raison de son jeune âge, est souvent chargée de transporter des messages pour la Résistance.
Rappelé pour sa propre sécurité à Londres, Victor Chatenay travaille en étroite collaboration avec les services de renseignement britanniques — et français — pour la préparation du débarquement en Normandie. Il participe ensuite à établir l'autorité des Forces françaises de l'intérieur (FFI) favorables au général de Gaulle dans les zones libérées par les armées alliées, notamment à Angers, aux côtés du préfet Michel Debré.

### Vie politique
Vouant une admiration inconditionnelle au général de Gaulle, membre de tous les mouvements politiques gaullistes du RPF au RPR, il est maire d'Angers de 1947 à 1959.
Il est élu sénateur de 1948 à 1951 puis député de Maine-et-Loire de 1951 à 1959.
Le 20 février 1959, il est nommé au premier Conseil constitutionnel de la Ve République par le président de l'Assemblée nationale, Jacques Chaban-Delmas. Il fait ainsi partie des neuf premiers membres de cette institution. Il y siège de 1959 à 1962. Cette nomination est une compensation pour un désagrément subi lors de la composition du premier gouvernement de Michel Debré, en janvier 1959 : à la suite d'une confusion avec son homonyme Pierre Chatenet, on a annoncé au député-maire d'Angers qu'il allait entrer dans ce gouvernement en qualité de Secrétaire d'État. Michel Debré l'appelle ensuite pour s'excuser et lui assurer qu'il lui « revaudrait cela » ; c'est chose faite avec cette nomination au Conseil constitutionnel
Victor Chatenay meurt à presque 99 ans le 11 mars 1985 à Angers. On a donné son nom à une avenue de la ville, non loin de sa propriété de La Romanerie, sur la commune de Saint-Barthélémy-d'Anjou.

## Famille
- Son arrière-petite-fille, la navigatrice Clarisse Crémer participe à la 9e édition du Vendée Globe[4] terminant 12e et première femme du tour du monde, devenant la plus rapide de l’histoire[5]. Elle s'engage aussi sur celui de 2024 ou elle termine 11e et seconde femme de la course.

## Décorations
Victor Chatenay est titulaire de : 
- : Grand officier de la Légion d'honneur
- : Croix de guerre 14-18
- : Croix de guerre 39-45
- Médaille de la Résistance française avec rosette (31 mars 1947)[7]
- : Commandeur des Palmes académiques
- : Commandeur du Mérite civil
- : King's Medal For Courage britannique.

## Mémoires
- Victor Chatenay, Mon Journal du Temps du Malheur, Le Courrier de l'Ouest, 1967
- Victor Chatenay, Des bagnards au Gotha : mon journal de 14-18, 1968 (lire en ligne)

### Sources
- « Victor Chatenay », dans Adolphe Robert et Gaston Cougny, Dictionnaire des parlementaires français, Edgar Bourloton, 1889-1891 [détail de l’édition] [texte sur Sycomore]